# Horní Rápotice
Horní Rápotice − miejscowość w Czechach, w kraju Wysoczyna. Według danych z powierzchnia miasta wynosiła 3,98 km², a liczba jego mieszkańców 152 osób.